# Jean Jacques Rambonnet
Jean Jacques Rambonnet (Wijhe, 8 maart 1864 – Rotterdam, 3 augustus 1943) was een Nederlands viceadmiraal en minister van Marine, waarnemend minister van Koloniën en waarnemend minister van Oorlog; hij was daarnaast lid van de Raad van State en onder meer ridder in de Militaire Willems-Orde.

## Familie
De vader van Rambonnet, mr. Frédéric Louis Rambonnet (1827-1900), was burgemeester van Wijhe; zijn moeder was jkvr. Sara Maria Cornelia Meijer (1837-1921), dochter van jhr. Simon Pierre François Meijer, legerofficier en Ridder in de Militaire Willems-orde. Rambonnets grootvader, dr. Jean Jacques Rambonnet (1793-1873), was hervormd predikant. Zijn overgrootvader, mr. F.L. Rambonnet (1751-1811), was lid van het Wetgevend Lichaam voor het departement Overijssel; zijn betovergrootvader, ook een Jean Jacques Rambonnet (1713-1768), was Waals predikant en diens vader, opnieuw een mr. Frédéric Louis Rambonnet (1684-1755), was onder andere luitenant-drossaard van de heerlijkheid Herstal, later ook van het Staatse Land van Dalhem, vice-hoogschout van het Brabants hooggerecht te Maastricht en de Vroenhof en gezant (conseiller privé) van de koning van Pruisen bij de prins-bisschop van Luik.
Rambonnets broer, Frédéric Louis (1867-1949), was vice-admiraal en een andere broer, Henri Gerard (1873-1961), was generaal-majoor van de artillerie; zijn zwager Henri Marchant (1869-1956) was ook minister. De familie Rambonnet is sinds 1939 opgenomen in het Nederland's Patriciaat.
Hij trouwde in 1895 met Marie Jeanne Arnoldine Antoinette Uhlenbeck (1873-1940), dochter van viceadmiraal Christian Elisa Uhlenbeck (1840-1897) en Anna Christina ten Bosch (1843-1921), zuster van onder anderen vice-admiraal en lid van de Raad van State Pieter ten Bosch (1836-1922), met wie hij drie kinderen kreeg. Een van die kinderen was Frédéric Louis Rambonnet (1901-1945), die tijdens de Tweede Wereldoorlog in dienst van de Duitse bezetter actief was als kommandeur van de Spoorwacht en districtscommandant van de landwacht in Overijssel.

## Loopbaan

### Vroege loopbaan

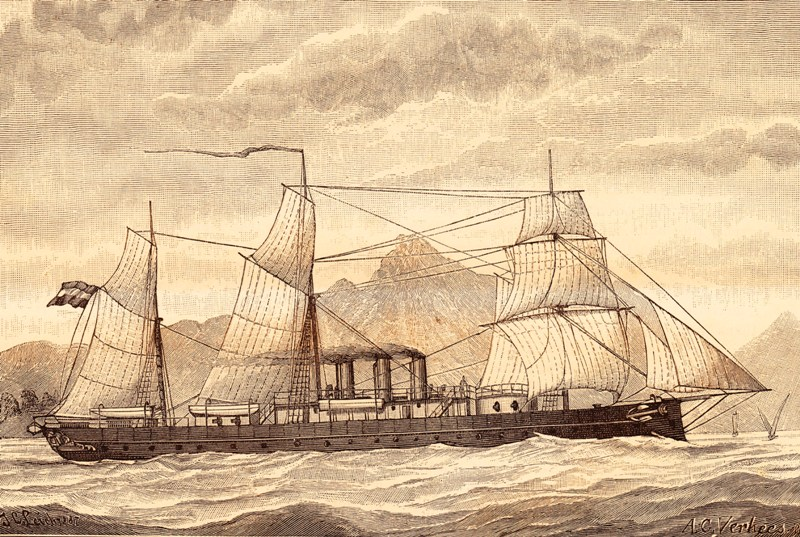
Koning der Nederlanden, waar Rambonnet op voer.

Rambonnet volgde de opleiding aan het Koninklijk Instituut voor de Marine te Willemsoord en werd in september 1883 in de rang van adelborst der eerste klasse geplaatst aan boord van Zr. Ms. schroefstoomschip der eerste klasse Leeuwarden, commandant kapitein-ter-zee H. Dyserinck. Het schip was bestemd om via Kaap de Goede Hoop naar Oost-Indië te varen en vertrok op 22 oktober van de rede van Texel. Hij werd vervolgens op het schroefstoomschip Bonaire geplaatst en in september 1884 op non-activiteit gesteld; in november van dat jaar vertrok hij, samen met acht andere adelborsten, per particuliere gelegenheid naar Oost-Indië. Rambonnet vertrok per Nederlands stoomschip Conrad van Amsterdam naar Batavia, waar hij op 26 januari 1885 aankwam. Aldaar werd hij op de rol van luitenant-ter-zee tweede klasse eerst geplaatst op de Gedeh en vervolgens op Zr. Ms. ramtorenschip Koning der Nederlanden en bij Koninklijk Besluit van 16 september 1885 met ingang van 16 oktober effectief bevorderd tot luitenant-ter-zee tweede klasse.
In oktober 1886 werd Rambonnet overgeplaatst op ramtorenschip Prins Hendrik der Nederlanden, waarop hij ook in 1886 bleef varen. Het jaar daarop werd hij eerst geplaatst op de Pontianak en vervolgens op de Koning der Nederlanden. Met ingang van 1 juli 1889 werd hij ter vervanging van luitenant-ter-zee tweede klasse J. van der Elst op Zr. Ms. rammonitor Stier geplaatst en met ingang van 1 december van eerder genoemd jaar overgeplaatst aan boord van Zr. Ms. artillerie-instructieschip Aruba. In 1892 werd Rambonnet eerst geplaatst op Hr. Ms schroefstoomschip tweede klasse Sambas en in augustus overgeplaatst op Hr. Ms. opnemingsvaartuig Melvill van Carnbee. Hij werd bevorderd tot luitenant-ter-zee eerste klasse, overgeplaatst als commandant op de Geep en met ingang van 16 oktober 1896 eervol van dit commando ontheven omdat hij in commissie in Den Haag werd gesteld tot het verrichten van werkzaamheden ten dienste van de militaire hydrografie.

### Expeditie naar Flores en Adonare
Met ingang van 1 september 1897 werd Rambonnet benoemd tot officier-instructeur bij het Koninklijk Instituut voor de Marine te Willemsoord. Op 11 oktober 1902 vertrok hij per stoomschip Koning Willem III vanaf Genua naar Batavia, voer vervolgens op de Utrecht, werd in juli 1903 overgeplaatst op de Zeeland en vervolgens als commandant op de Koetei geplaatst. In 1904 vond een strafexpeditie naar Flores plaats en werd het pantserdekschip Gelderland en het flottieljevaartuig Mataram opdracht gegeven om naar de zuidkust van Flores te stomen. De Mataram vertrok iets eerder om voor Laboean Hadji, aan de oostkust van Lombok vlag- en machtsvertoon te maken; de landingsdivisie, sterk 30 man, onder luitenant-ter-zee tweede klasse N. Maats ging daar voor een kort moment aan de wal. Vervolgens stelde commandant van het schip Rambonnet zich onder de bevelen van de commandant der Gelderland, kapitein-ter-zee jonkheer J.F. Coertzen de Kock, om samen naar Endeh te stomen, om aldaar, in overleg met de resident van Timor en onderhorigheden, de orde te herstellen.

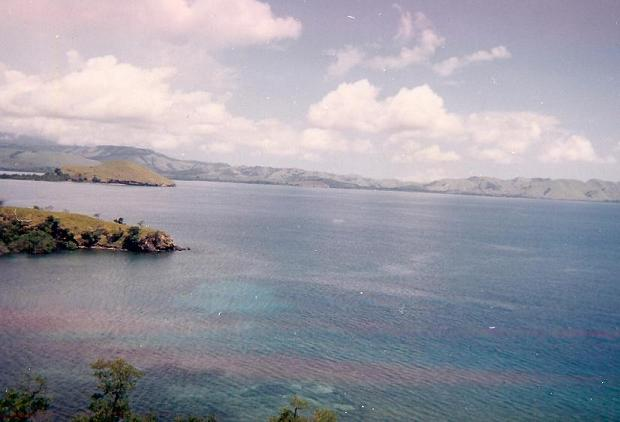
Rambonnet nam deel aan de expeditie naar Flores

De landingsdivisie van de Gelderland was 120 man sterk en stond onder bevel van luitenant-ter-zee tweede klasse R.J. Castendijk; het commando over beide landingsdivisies werd gevoerd door commandant van de Mataram Rambonnet. Tijdens de expeditie naar Adonare werd de landingsdivisie tijdens het voorwaarts marcheren door een hevig en goed onderhouden vuur ontvangen en werden er tientallen schoten uit lilla's gehoord. Daarnaast werden er aanvallen op het schip ondernomen, waarbij matroos der tweede klasse M. Kloens sneuvelde en drie andere gewond raakten. Omdat voor de dekking en het transport van hen 10 man nodig waren bleven er maar 15 man over, waarmee luitenant-ter-zee Maats vervolgens de bovenkampong bestormde en de vijand op de vlucht deed slaan. Rambonnet werd voor zijn verrichtingen te Flores en Adonare bij Koninklijk Besluit van 17 maart 1905 nummer 13 benoemd tot Ridder in de Militaire Willems-Orde. Hij hield op 8 november 1906 een lezing over de expeditie in een vergadering van de leden van de Marine-Vereniging, die later werd opgenomen in de verslagen van de Vereniging. De lezing ging onder meer ook over het verbranden van kampongs te Flores door de inheemse troepen.

### Latere verrichtingen als marineofficier
Op 17 juni 1905 keerde Rambonnet met Hr. Ms. pantsersdekschip Utrecht, dat onder commando voer van schout-bij-nacht J.G. Snethlage, van Oost-Indië naar Nederland terug en werd aldaar op 24 oktober op non-activiteit gesteld. Rambonnet werd met ingang van 16 juli gedetacheerd bij het Departement van Marine in Nederlands-Indië en aldaar te werk gesteld bij de afdeling materieel (tweede afdeling), vanaf oktober 1906 als chef; hij vertrok als passagier naar Indië op 6 juni 1906 per stoomschip Koning Willem III en werd op 16 november 1906 bij Koninklijk Besluit bevorderd tot kapitein-luitenant-ter-zee. In juli 1910 keerde Rambonnet per particuliere gelegenheid naar Nederland terug, waar hij op non-activiteit werd gesteld en in augustus werd bevorderd tot Officier in de Orde van Oranje-Nassau. Hij vertrok op 17 juli 1911 met Hr. Ms. pantserschip Evertsen van Nieuwe Diep naar de Noordzee tot het houden van een oefentocht aldaar en kwam de 29ste juli te Aberdeen aan.
Op 3 juni deed de Evertsen Bergen aan en op 30 juni 1912 bereikte het schip Ulvik, om vervolgens naar Nieuwe Diep terug te keren. Minister van Oorlog en ad interim minister van Marine H. Colijn benoemde in 1912 een commissie, waarin ook Rambonnet zitting had, die diverse vraagstukken betreffende het marinebeleid zou gaan bestuderen. Datzelfde jaar hield hij in de algemene vergadering der Marine-Vereniging (29 februari) de lezing: een kern van zware schepen voor onze zeemacht, waarbij hij de minimale eisen voor krachtige schepen voor de zeemacht ter discussie stelde en zich afvroeg of de Nederlandse schepen wel aan die eisen voldeden. In 1912 en 1913 maakte Rambonnet nog enige reizen met Hr. Ms. pantserschip Evertsen (van dit commando werd hij op 29 augustus 1913 eervol ontslagen) waarna hij later dat jaar benoemd werd tot minister van Marine, hij was inmiddels bevorderd tot kapitein-ter-zee.

### Verrichtingen als minister

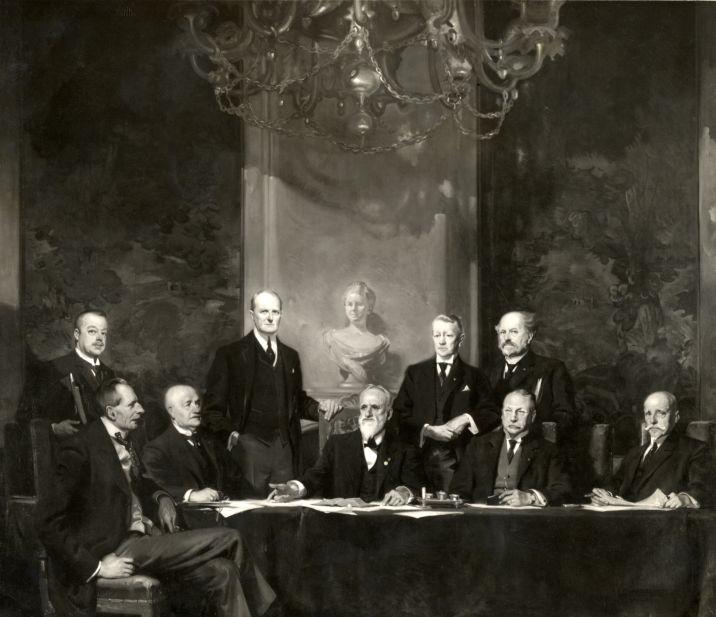
Minister van Marine Rambonnet, tweede van rechts zittend

In de functie van liberale minister in het kabinet-Cort van der Linden bracht Rambonnet in november 1913 een bezoek aan de rijkswerf en de tot de directie van Amsterdam behorende instellingen. Een stoombarkas bracht hem naar de werf, alwaar hij werd ontvangen door de directeur en commandant, viceadmiraal G.F. Tydeman. Bij de behandeling van de Marine-begroting in de Eerste Kamer in februari 1915 antwoordde hij de afgevaardigde J.D. van Wassenaer van Rosande op diens vragen dat de benoeming van vlagofficieren niet volgens de gestelde regels kon worden uitgevoerd en verdedigde hij onder meer de wijze waarop viceadmiraal G.P. van Hecking Colenbrander was behandeld tegenover de beweringen van de gepensioneerde viceadmiraal F.J. Stokhuyzen; hij noemde het wantrouwen in de integriteit van de marine-autoriteiten niet gerechtvaardigd. Rambonnet steunde het plan voor partiële bouw van kleine onderzeeboten voor lokale doeleinden in de Nederlandse wateren en van grotere voor de dienst in Indië.
Rambonnet trad in 1916 op als minister van Koloniën ad interim en werd in 1917 ad interim benoemd tot minister van Oorlog, als tijdelijk opvolger van de afgetreden minister generaal-majoor N. Bosboom. Hij kreeg als minister van Marine onder meer te maken met aanvallen op Nederlandse schepen en met eisen van oorlogvoerenden ten aanzien van het scheepvaartverkeer. Een conflict met zijn collega's over de mate waarin aan die eisen moest worden toegegeven, leidde tot zijn ontslag op 26 juni 1918. Minister Loudon van buitenlandse zaken had het doorzoeken door de Engelsen van een Nederlandse handelsvloot naar Indië toegestaan. Rambonnet achtte dit in strijd met de regels voor neutrale landen. Wilhelmina koos nadrukkelijk zijn zijde door hem twee dagen na het ontslag te benoemen tot kamerheer in buitengewone dienst. Hij was inmiddels bevorderd tot schout-bij-nacht
Rambonnet werd op 13 januari 1920 benoemd tot lid van de Raad van State (als vervanger van viceadmiraal Ten Bosch, die voor deze functie bedankt had) en legde in dezelfde vergadering als het nieuwe lid J.A. Loeff de eed af. Hij was daarnaast ondervoorzitter van de Koninklijke Nationale Bond voor Reddingswezen en Eerste Hulp bij Ongelukken en nam in 1920 zitting in het erecomité voor het marinemonument. Rambonnet overleed in augustus 1943 en werd begraven op de Algemene Begraafplaats te Den Haag. Hij was Ridder in de Militaire Willems-Orde, Ridder in de Orde van de Nederlandse Leeuw, Commandeur in de Orde van Oranje-Nassau, Grootkruis in de Orde van de Dannebrog en Officier in het Legioen van Eer; ook bezat hij het Kruis van Verdienste van het Nederlandse Rode Kruis.

## Padvinderij
Voor scouting in Nederland was Rambonnet een belangrijk persoon in de jaren voordat de Tweede Wereldoorlog uitbrak. Zijn scoutingloopbaan begon in 1920. In dat jaar werd hij door de Koninklijke Commissaris Prins Hendrik gevraagd voorzitter van de vereniging De Nederlandsche Padvinders (NPV) te worden. In 1928 werden er meer spelregels uit Engeland overgenomen, waarop Rambonnet tot de eerste hoofdverkenner van Nederland werd benoemd. (24 september 2021 zou zijn opvolger pas worden benoemd: Freek Vonk.) Deze functie zou hij blijven bekleden tot vlak na de 5e Wereldjamboree (in 1937). Het Rambonnethuis, een model voor een ideaal groepshuis, dat van 28 augustus 1948 tot 19 maart 1993 op het buitencentrum Ada's Hoeve in Ommen stond, werd naar Rambonnet vernoemd. Er zijn later diverse scoutinggroepen naar hem vernoemd, evenals het eerste wachtschip van Scouting, een schip uit 1894.

Afbeeldingen van Rambonnet
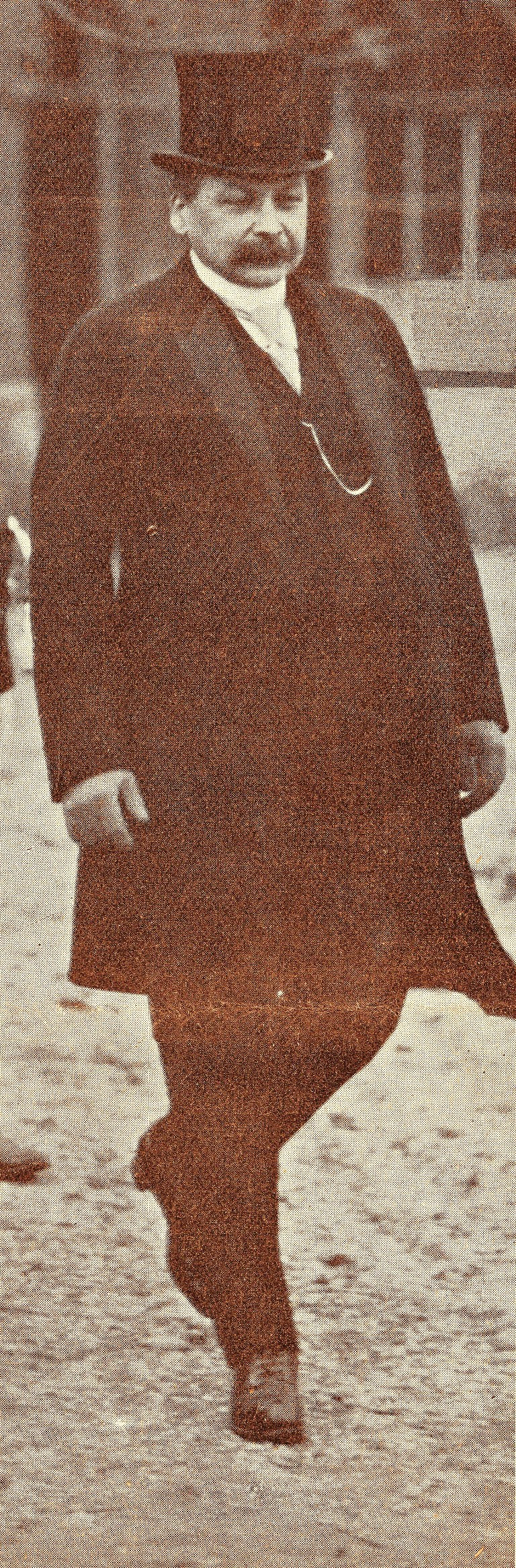
Minister Rambonnet
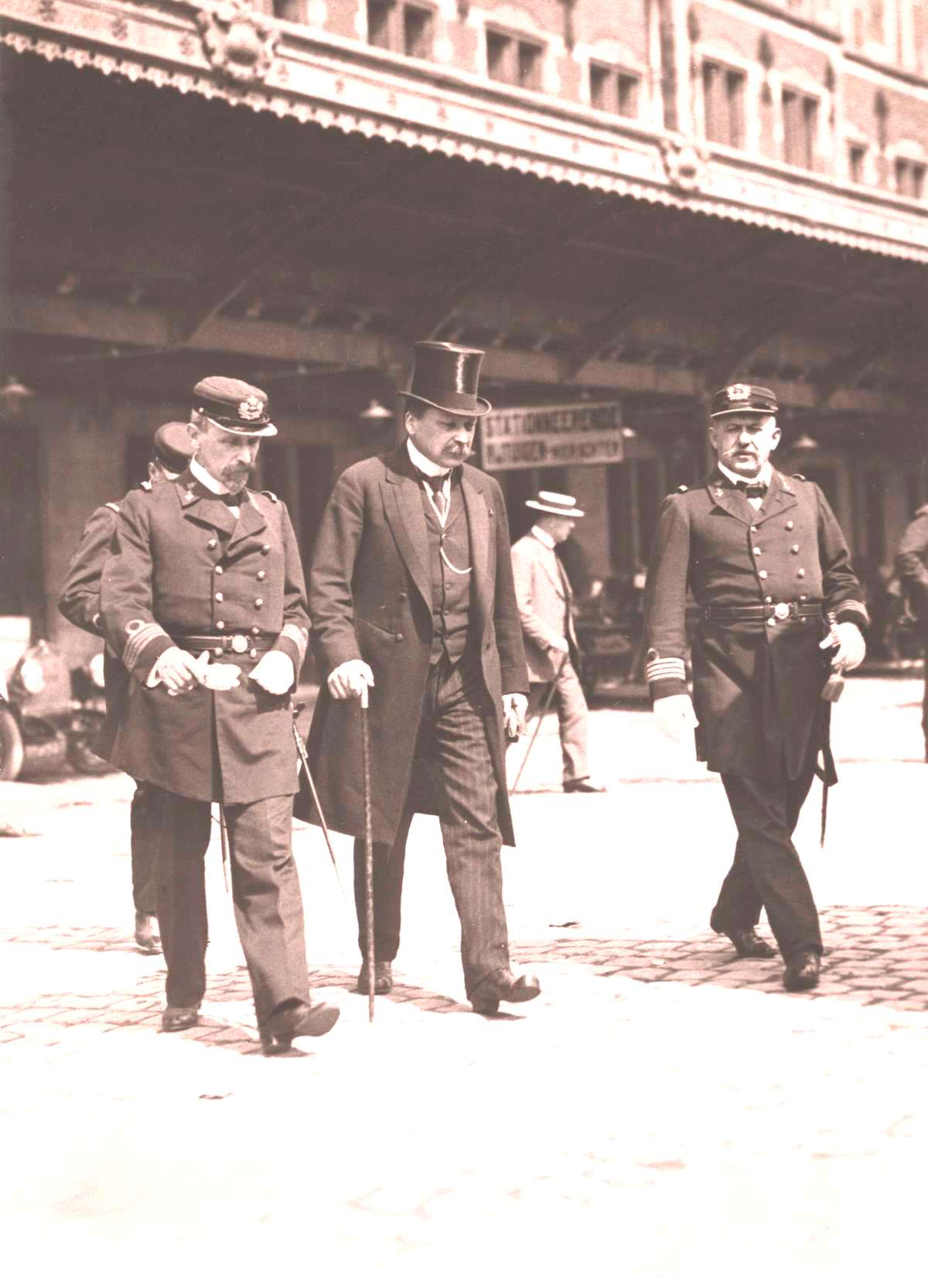
Minister Rambonnet, midden
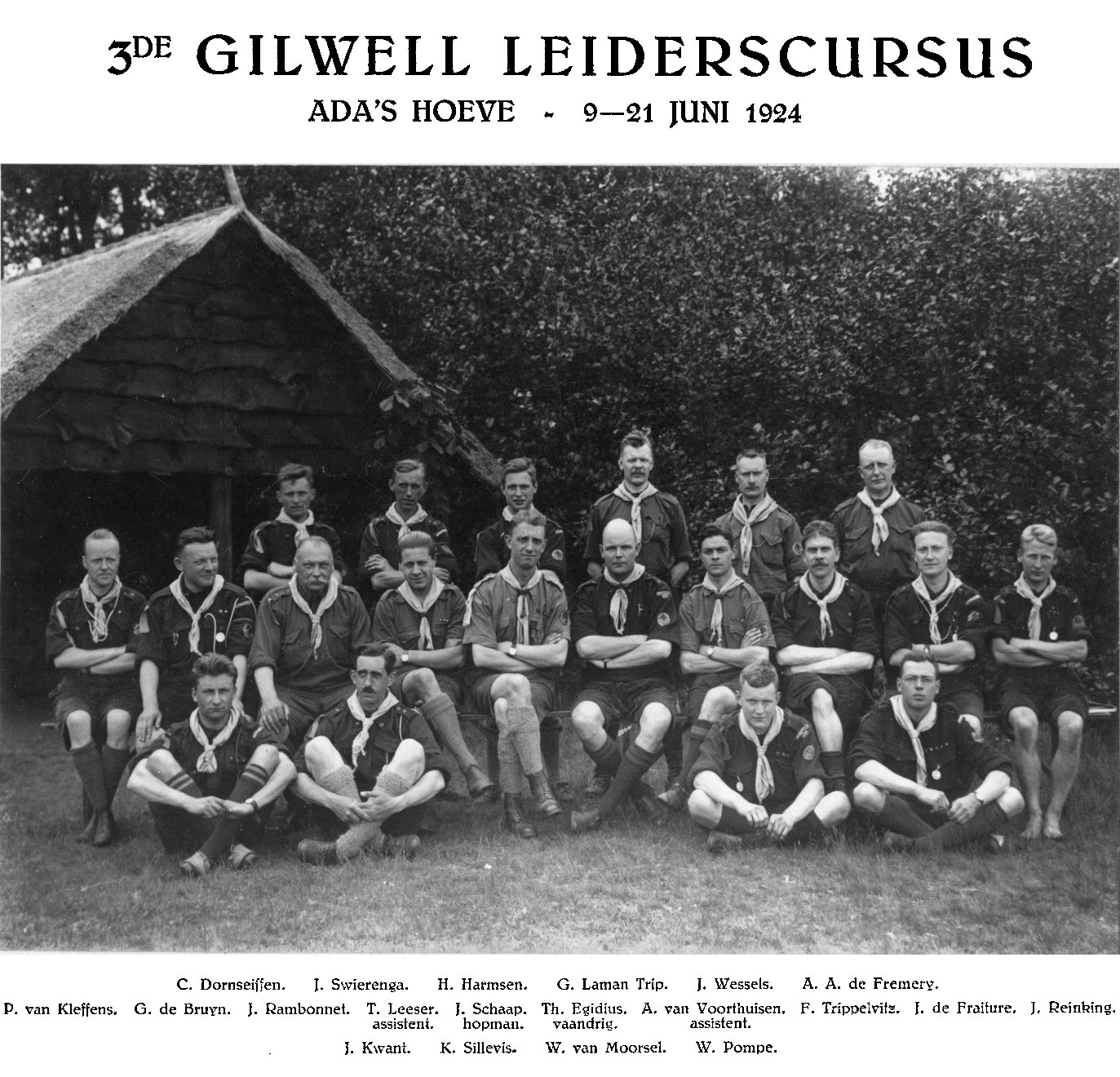
Groepsfoto van de Gilwell training van Rambonnet
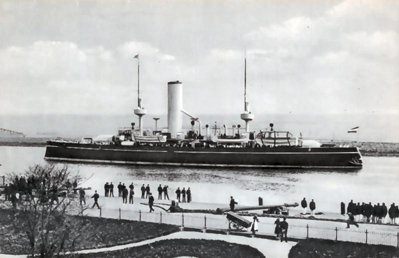
De Evertsen, waarover Rambonnet het commando voerde
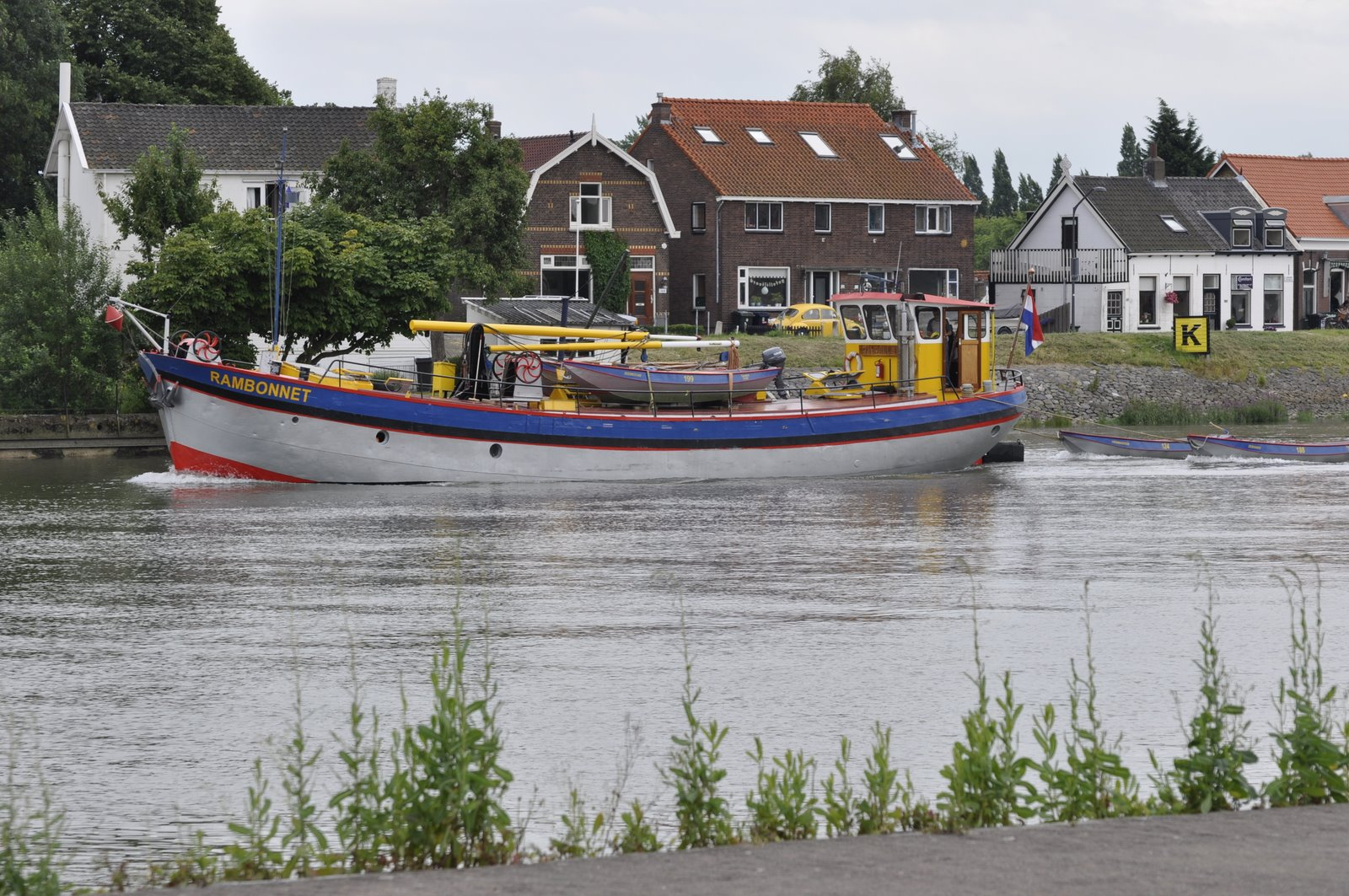
Wachtschip Rambonnet